# Sugestivní otázka
Sugestivní otázka (též návodná) je otázka, která v tázací formě vyjadřuje určitý postoj řečníka k tomu, na co se ptá. Tazatel tak do otázky – zjevně či skrytě – vkládá požadovanou odpověď.
Sugestivní otázka je například: „Taky si myslíš, že černá auta jsou hezčí?“ Méně sugestivně působí otázka: „Myslíš si, že jsou hezčí tmavá auta?“ Bez sugestivního ovlivnění je pak otázka: „Jaká barva aut ti připadá nejhezčí?“

## Sugestivnost otázky
Sugestivnost otázky je dána především jejím obsahem, ale míra sugestivnosti může být různá v závislosti na formě otázky. Může také záviset na dalších okolnostech, jako je osobnost tazatele (či jeho autoritativní postavení k tázanému), osobnost tázaného nebo vnější podmínky komunikace. Sugestivní účinek může být zdůrazněn i neverbálními prostředky, jako je mimika, gesta, projevy uspokojení či zklamání aj. nebo intonačním zabarvením řeči (pronesením otázky v klidu, zvýšeným hlasem apod.).

## Sugestivita člověka
Citlivost tázané osoby a náchylnost přijmout nekriticky a neuvědoměle cizí myšlenky skryté v sugestivních otázkách se nazývá sugestibilita. Může se lišit s věkem osoby, její inteligencí, pohlavím, duševním zdravím nebo i situačními faktory.

## Sugesce

### V partnerských vztazích
V partnerských vztazích mohou sugestivní otázky sloužit k utvrzování vzájemného vztahu. Mohou se také používat k získání výslovného souhlasu v situacích, kdy má tázající oprávněný předpoklad kladné odpovědi, ale etiketa přesto velí získat souhlas (např. dotaz na možnost zapálit si cigaretu v kuřáckém kupé vlaku).

### V soudních řízeních
Obzvláštní pozornost je sugestivním otázkám věnována při policejním vyšetřování a soudním řízení, neboť mohou být rizikem pro pravdivost výpovědi svědka či obviněného a v extrémních případech mohou vést až k nepravdivým doznáním, a takto k maření vyšetřování. Nejvyšší soud České republiky např. vyjádřil postoj k používání sugestivních otázek ve svém rozsudku: „je v rozporu s § 92 odst. 3 TrŘ, je-li obviněný při kladení otázek za účelem doplnění výpovědi nebo k odstranění neúplností, nejasností a rozporů přesvědčován, že jeho výpověď je nepravdivá a je mu předstírán názor vyslýchajícího na obsah výpovědi s cílem přizpůsobit výpověď obviněného tak, aby byla v souladu s výsledky místního ohledání a pitvy, které jsou známy vyslýchajícímu.“